# 巒大越橘
巒大越橘（学名：Vaccinium randaiense）为杜鵑花科越橘屬下的一个种。

## 扩展阅读
- 維基物種上的相關：巒大越橘